# إيو (إهيمه)
مدينة إيو (بالإنجليزية: Iyo)‏ هي أحد المدن التابعة لولاية إهيمه. تأسست رسميًا في 01/04/2005. ويقدر عدد سكانها بـ 38890 نسمة حسب تقدير مكتب الإحصاء الياباني لعام 2012. تبلغ مساحة إيو 194.47 كم2. بكثافة سكانية تبلغ 200 نسمة/كم2.

## أعلام
- ماسانوبو فوكوكا
- كيغو آبي
- كازويا تسوتسوى